# Hmelivka, Krasnopillea
Hmelivka (în ucraineană Хмелівка) este localitatea de reședință a comunei Hmelivka din raionul Krasnopillea, regiunea Sumî, Ucraina.

## Demografie
Componența lingvistică a localității Hmelivka
     Ucraineană (93,47%)
     Rusă (6,2%)
Conform recensământului din 2001, majoritatea populației localității Hmelivka era vorbitoare de ucraineană (93,47%), existând în minoritate și vorbitori de rusă (6,2%).